# Deshani, Arsikere
Deshani là một làng thuộc tehsil Arsikere, huyện Hassan, bang Karnataka, Ấn Độ.